# José Cedeño
José Agustín Cedeño Barre (Provincia de Manabí, 30 de diciembre de 1958) es un deportista ecuatoriano que compitió en taekwondo. Ganó una medalla de oro en el Campeonato Mundial de Taekwondo de 1982 en la categoría de –48 kg.

## Trayectoria
Logró el campeonato mundial el 25 de febrero de 1982 al vencer en la final al mexicano César Rodríguez. Compitió varios años en torneos internacionales hasta su retiro a los 30 años. Desde 1991 es profesor de educación física y matemáticas en una escuela de educación primaria.
El 1 de enero del 2007, sufrió un impacto de bala a nivel de D10 y D11 que lo dejó cuadripléjico.

## Palmarés internacional
| Campeonato Mundial | Campeonato Mundial  | Campeonato Mundial | Campeonato Mundial |
| Año                | Lugar               | Medalla            | Categoría          |
| ------------------ | ------------------- | ------------------ | ------------------ |
| 1982               | Guayaquil (Ecuador) | Medalla de oro     | –48 kg             |